# Requiem (Rutter)
Das Requiem von John Rutter ist eine Komposition für Sopran-Solo, gemischten Chor und kleines Orchester bzw. Orgel mit einem Instrumental-Ensemble.
Das Requiem wurde erstmals am 13. Oktober 1985 in der Lovers’ Lane United Methodist Church, Dallas, Texas aufgeführt. Die Aufführung dauert etwa 40 Minuten. 
Rutter hält sich bei seinem Werk nicht an den üblichen Ablauf der Totenmesse, wie sie in der katholischen Liturgie festgelegt ist, sondern modifiziert sie, indem er wesentliche Teile der Totenmesse um Psalm-Texte aus dem Book of Common Prayer (dem liturgischen und katechetischen Buch der anglikanischen Kirche) von 1662 ergänzt. Andere Teile der Totenmesse werden ausgelassen.
Ein wichtiger Bestandteil des Werkes ist die immer wieder auftretende Mikropolyphonie.
Das Sanctus aus Rutters Requiem wurde für die Liturgie der Totenmesse für Helmut Kohl am 1. Juli 2017 im Dom zu Speyer ausgewählt.

## Satzfolge
Die Satzfolge lautet:
1. Requiem aeternam und Kyrie
2. Out of the deep (Psalm 130)
3. Pie Jesu (Sopran-Solo)
4. Sanctus und Benedictus
5. Agnus dei
6. The Lord is my shepherd (Psalm 23)
7. Lux aeterna

## Notenausgabe
- John Rutter: Requiem. Vocal Score. Oxford University Press, Oxford 1986, ISBN 0-19-338070-6.